# Гуанлин (Датун)
Гуанли́н (кит. упр. 广灵, пиньинь Guǎnglíng) — уезд городского округа Датун провинции Шаньси (КНР).

## История
В 924 году в этих местах был создан уезд Гуанлин (广陵县), но потом он был расформирован.
При киданьской империи Ляо в 995 году уезд Гуанлин был создан вновь. После того, как эти места перешли под власть чжурчжэньской империи Цзинь, написание названия уезда было изменено на современное.
После образования КНР уезд был включён в состав провинции Чахар. В 1952 году провинция Чахар была расформирована, и уезд был передан в провинцию Шаньси, оказавшись в составе Специального района Ябэй (雁北专区). В 1958 году уезд Гуанлин был присоединён к уезду Хуньюань. В 1959 году Специальный район Ябэй и Специальный район Синьсянь (忻县地区) были объединены в Специальный район Цзиньбэй (晋北专区).
В 1960 году уезд Гуанлин был вновь выделен из уезда Хуньюань. В 1961 году Специальный район Цзиньбэй был вновь разделён на Специальный район Ябэй и Специальный район Синьсянь; уезд вновь оказался в составе специального района Ябэй. В 1970 году Специальный район Ябэй был переименован в Округ Ябэй (雁北地区). В 1993 году округ Ябэй был расформирован, и уезд вошёл в состав городского округа Датун.

## Административное деление
Уезд делится на 2 посёлка и 7 волостей.